# 孟恩套力盖矿区工作部
孟恩套力盖矿区工作部或称铅矿管理区，是中国内蒙古自治区兴安盟科尔沁右翼中旗下辖的一个类似乡级单位。

## 行政区划
铅矿管理区共辖以下地区：
霍林郭勒社区、孟恩社区、兴安社区。